# Місце масових розстрілів радянських людей німецькими військами у м. Рівне
Пам'ятний знак встановлено у м. Рівне по вул. Степана Бандери, 64 у 1984 році на місці масових розстрілів радянських громадян. Колись тут знаходились піщані кар'єри с. Видумка, які власне і були перетворені нацистами в місце масового знищення радянських громадян.

## Історія
Масові розстріли мирного населення Рівного розпочалися 9 липня 1941 року і тривали до січна 1944 року. Окрім єврейського населення, знищували і військовополонених радянських солдат, які утримувались у концтаборах. Під жорстокі розправи та репресії потратили і представники української та польської інтелігенції, духовенства. Всіх, хто відмовлявся від співпраці з гітлерівською владою, хто брав участь у антинацистському підпіллі кидали за грати, а потім розстрілювали. Одним з таких місць були обрані піщані кар'єри біля колишнього села Видумка, що в 3 км на схід від меж тодішнього міста. Згідно заключного акту Ровенської прокуратури "Про злодіяння німецько-фашистських загарбників на території Рівного під час тимчасової окупації в 1941-1944 рр" від 4 грудня 1944 р. вказано, що саме в с. Видумка було знищено 3000 громадян. Розстріли і спалення трупів тут, в кар'єрах відносяться до другої половини 1943 року. Розстріли проводилися на спеціально споруджених металічних плитах, які лежали на відстані метра від землі на рельсах, обливали бензином і спалювали"...

## Опис об'єкта
На триступінчатому п'єдесталі встановлено прямокутний обеліск, облицьований мармуровою плиткою чорного кольору. На чільній стороні зверху закріплений металічний хрест, під ним роки 1941-1945, а нижче, на встановленій меморіальній плиті висічений текст:
```
                                      "І МЕРТВИМИ ВИ БУДЕТЕ ВІЧНО ЖИТИ
                                       В ЧАСТЦІ НАШОГО ВЕЛИКОГО ЖИТТЯ,
                                       БО ВКЛАЛИ В НЬОГО НАЙДОРОЖЧЕ - 
                                       СВОЄ ЖИТТЯ
                                                              Ю. 
ФУЧІК"
```

Розміри : 
Обеліск - 1,15 см х 0,6 см х 0,15 см
стела - 4,7 м.
Пам'ятний знак виготовлений в Ровенських виробничих майстернях комбінату благоустрою.